# Richard (Bischof, St Andrews)
Richard († 5. oder 13. Mai 1178 in St Andrews) war ein schottischer Geistlicher. Ab 1163 war er Bischof von St Andrews.

## Herkunft und Wahl zum Bischof
Richard stammte vermutlich aus England. Er war ein Neffe von Alwin, dem ersten Abt von Holyrood Abbey. Als Geistlicher stand er als Kaplan im Dienst des schottischen Königs Malcolm IV., so dass er vermutlich dank der Förderung durch den König Anfang 1163 zum Bischof von St Andrews gewählt wurde. Roger de Pont l’Évêque, der Erzbischof von York, versuchte insgeheim bei der Kurie zu erreichen, dass er als Metropolit die geistliche Oberhoheit über das Bistum St Andrews anerkannt wurde und dass Richard ihm Gehorsam geloben geloben müsse. Er bat Papst Alexander III., den gewählten Bischof von St Andrews zur Weihe nach York zu beordern. Sollte Richard dieser Aufforderung nicht nachkommen, dann sollte der Erzbischof ihn von seinem Amt suspendieren dürfen. Da zu der Zeit nicht nur das Bistum St Andrews, sondern auch das Bistum Glasgow keinen geweihten Bischof hatte, versuchte der Erzbischof, als päpstlicher Legat eingesetzt zu werden. Die schottischen Bischöfe dagegen wählten Ingram, den Archidiakon und gewählten Bischof von Glasgow, der auch als Kanzler von Malcolm IV. diente, zum Führer eine Delegation, die direkt zur Kurie reiste. Die Schotten erreichten, dass Richard mit Erlaubnis des Papstes von schottischen Bischöfen geweiht werden durfte. Daraufhin wurde Richard am 28. März 1165 in St Andrews in Anwesenheit von Malcolm IV. zum Bischof geweiht. Möglicherweise fand die Weihe bereits in der Kathedrale statt, deren Grundstein Arnald, der Vorgänger Richards als Bischof gelegt hatte.

## Tätigkeit als Bischof
Bereits kurz nach seiner Weihe zum Bischof hielt Richard eine Diözesansynode ab, während der er versuchte, das Verhältnis zwischen ihm als Bischof, dem Kathedralpriorat von Durham und den Kirchen seines Bistums zu klären. Zwischen 1173 und 1177 bestätigte der Papst Richard und den anderen schottischen Bischöfen ihr Recht, nicht von einem Erzbischof geweiht werden zu müssen. Damit wies er die Ansprüche der Erzbischöfe von York auf eine Oberhoheit über die schottischen Bischöfe zurück. Richard seinerseits machte als erster Bischof von St Andrews seit langem keinen Versuch, vom Papst als Metropolit der schottischen Kirche anerkannt zu werden. Richards Zurückhaltung gilt als klarer Beleg, dass er die bestehende Ordnung und die gerade vom Papst erhaltenen Privilegien nicht gefährden wollte. Während seiner Amtszeit festigten sich die Regeln des Kanonischen Rechts, was mit dazu führte, dass er als Bischof etwa 50 Urkunden ausstellte. Dann wurde aber die Gefangennahme des schottischen Königs Wilhelm I. im Krieg mit England 1174 zur Bedrohung für die schottische Kirche. Richard gehörte der schottischen Delegation an, die zum englischen König Heinrich II. in die Normandie reiste, um über die Freilassung des schottischen Königs zu verhandeln. Wahrscheinlich waren ihm die Bedingungen des Vertrags von Falaise bekannt, nach denen Wilhelm I. frei kam, die schottische Kirche aber im Gegenzug die Oberhoheit der englischen Kirche anerkennen sollte. Richard gehörte zu den schottischen Prälaten und Baronen, die am 10. August 1175 dem englischen König als ihren Oberherrn in York die Treue schworen. Als dann aber Erzbischof Roger von York die Anerkennung seines Rangs als Metropolit forderte, wiesen Richard und die anderen schottischen Bischöfe diesen Anspruch im Januar 1176 in Northampton zurück. Dabei kam aber weniger Richard, sondern vor allem Bischof Jocelin von Glasgow eine führende Rolle zu. Am 30. Juli 1176 erließ Papst Alexander III. schließlich die Bulle Super anxietatibus, in der er die Ansprüche der Erzbischöfe von York klar zurückwies.  

## Tod und Nachwirkung
Richard starb im Mai 1178 in der Krankenstube des Kathedralpriorats von St Andrews. Er wurde vermutlich auch in St Andrews beigesetzt. Seine Schwester lebte ebenfalls in St Andrews, ebenso wie sein Bruder, der als Kaplan diente, und zwei Neffen. Möglicherweise leistete Richard als Bischof den Wünschen des Königs so wenig Widerstand, dass das Kathedralkapitel unmittelbar nach seinem Tod und ohne Zustimmung des Königs John the Scot zum neuen Bischof wählte, was zu einem lang andauernden Konflikt mit König Wilhelm I. führte.